# Coll del Tell
El Coll del Tell és una collada del vessant nord dels Pirineus, a 744,8 metres d'altitud, en el límit dels termes comunals d'Arles i de Sant Llorenç de Cerdans, a la comarca del Vallespir, de la Catalunya del Nord.
Està situat a prop de l'extrem sud-occidental del terme d'Arles i al nord-oest del de Sant Llorenç de Cerdans. És just al nord del Mas Llistanós, del darrer dels dos termes, i a prop i a ponent del Coll Petit del Tell.